# Semana sem Telas
A Semana sem telas é um evento anual em que crianças. famílias, escolas e organizações comunitárias são encorajadas a desligar suas telas e "ligar suas vidas".  Ao invés de depender da programação televisiva para entretenimento, os participantes leem, exploram, desfrutam da natureza e se engajam em atividades com os amigos e familiares. Mais de cem milhões de pessoas já participaram do evento ao redor do mundo, anteriormente conhecido como "Tv turnoff week" (ou "Semana Desligue a TV").
Em 2010 nos Estados Unidos, a Campaign for a Commercial-Free Childhood (CCFC) passou a organizar o evento a pedido do "Center for SCREEN-TIME Awareness" - CSTA (Centro para consciência do tempo de tela), responsável pela iniciativa desde 1994 (chamada então de TV-Free America). O CCFC desenvolveu um novo site e um novo kit de organização e outros materiais a partir da semana sem telas 2011 em diante. Parte do material foi traduzido para o português e disponibilizado pelo Instituto Alana 

## Datas futuras
- 2014: 5 - 11 de maio